# Plaza Lincoln (Caracas)
La Plaza Abraham Lincoln o también llamada Plaza Lincoln, es el nombre que recibe un espacio público localizado entre la Avenida Leonardo Da Vinci y las calles Lincoln y Chopin, en el Sector Colinas de Bello Monte del Municipio Baruta, en el Estado Miranda, y al este de la ciudad de Caracas.
Fue llamada así en honor al presidente estadounidense Abraham Lincoln (1809-1865), quien luchó por los derechos civiles y abolió la esclavitud en Estados Unidos, acción que fue imitada por muchos otros países latinoamericanos.
En el espacio se encuentra un busto de Abraham Lincoln, realizado en hormigón (mezcla de piedras, cemento y arena).